# Tim Schenken

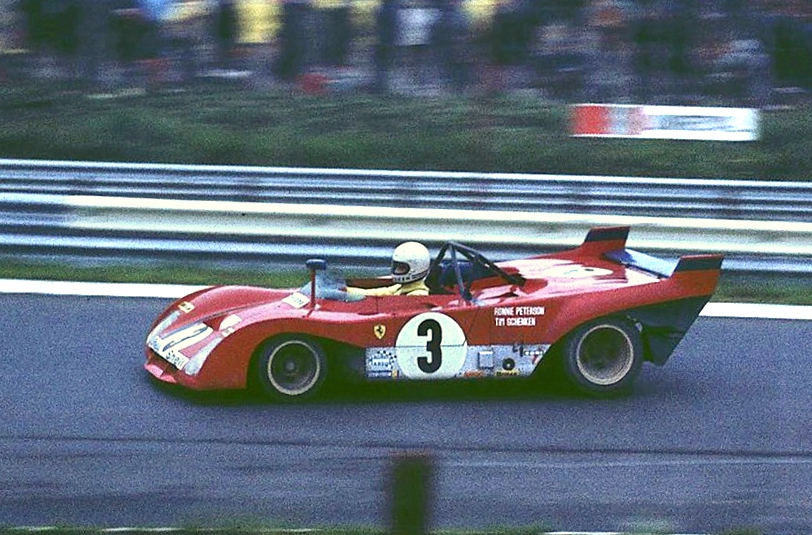
Tim Schenken sur Ferrari 312PB au Nürburgring en 1972

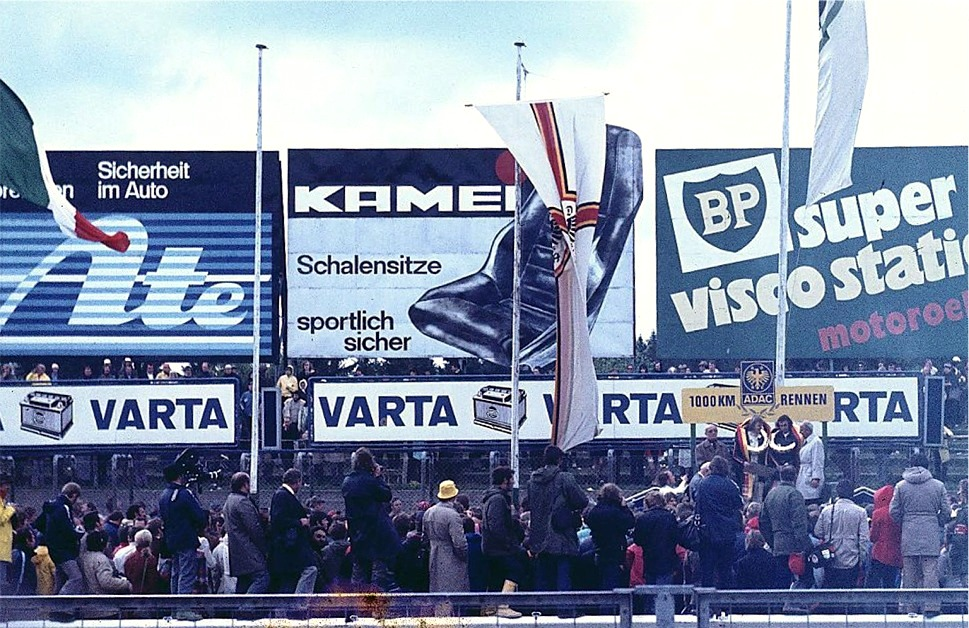
Ronnie Peterson et Tim Schenken sur le podium des 1000 km du Nürburgring en 1972

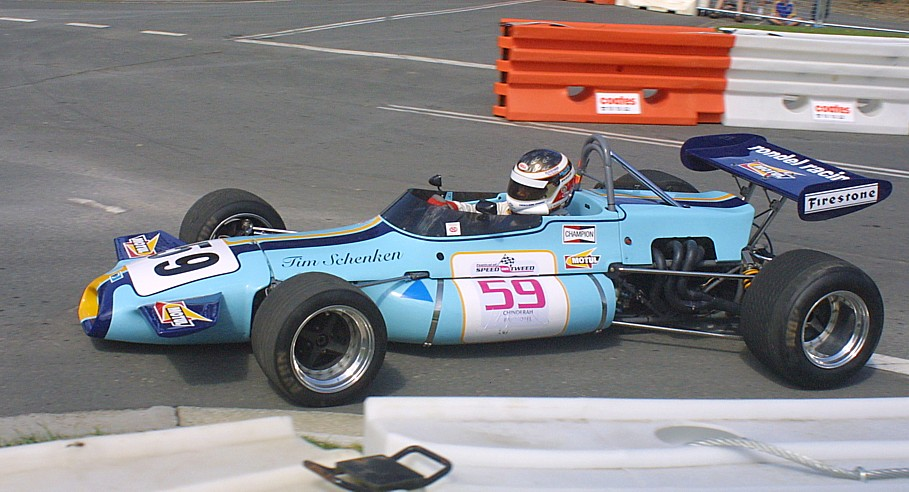
La Brabham BT36-Rondel Racing de Tim Schenken en 1973

Tim Schenken est un pilote automobile australien né le 26 septembre 1943 à Gordon. Schenken a notamment disputé 34 Grands Prix de Formule 1 entre 1970 et 1974. Il a inscrit un total de 7 points, son meilleur résultat en course étant une troisième place, lors du Grand Prix d’Autriche 1971. Il est maintenant directeur de course du Grand Prix d'Australie .

## Biographie
Grâce à plus de quarante succès en Formule Ford, Tim Schenken se voit ouvrir en grand les portes de l'écurie Brabham Racing Organisation de Formule 3 en 1969. Dès 1970, il passe en Formule 2, toujours au sein de Brabham, et obtient trois podiums (troisième à Pau et Mantorp Park et second au Castellet). S'il ne remporte aucune victoire, il convainc son patron et compatriote de l’engager en championnat du monde de Formule 1. Jack Brabham engage ainsi une Brabham BT33 supplémentaire pour Schenken au Grand Prix de Grande-Bretagne 1970 mais la monoplace n’est pas prête à temps et Schenken continue en Formule 2.
Il fait ses débuts dans la discipline-reine dans l'écurie Williams à partir du Grand Prix d'Autriche où il remplace Brian Redman au volant de la de Tomaso 505. Il se qualifie pour chacune des manches où il est engagé mais toujours en fond de grille, compte tenu du maigre potentiel de la 505. Son moteur le trahit au vingt-cinquième tour du Grand Prix d’Autriche puis au dix-septième du Grand Prix suivant en Italie. Il reçoit le drapeau à damiers lors de l'épreuve canadienne mais est premier des non-classés à onze tours du vainqueur Jacky Ickx. Il est à nouveau contraint à l'abandon sur panne mécanique lors son ultime départ de la saison à Watkins Glen.
Malgré des débuts en demi-teinte (toujours qualifié mais jamais classé), il reste surveillé de près par Jack Brabham qui vient de prendre sa retraite et se consacre désormais pleinement à la direction de son écurie de course. Dès la seconde épreuve de la saison 1971, en Espagne, Schenken devient le coéquipier de Graham Hill. Il dispose d'une ancienne BT33 tandis que le champion britannique pilote la nouvelle Brabham BT34. Les quatre premières courses sont assez moyennes pour Schenken qui se qualifie en fond de grille et obtient une neuvième place pour meilleur résultat. Le déclic a lieu en Grande-Bretagne où il se qualifie en septième place avant d'abandonner sur casse mécanique. Lors de l'épreuve suivante, au Nürburgring, il exploite au mieux sa neuvième place sur la grille pour inscrire son premier point en terminant sixième de la course. Au Grand Prix suivant, disputé en Autriche, il obtient une septième place qualificative qu'il transforme en podium derrière Joseph Siffert et Emerson Fittipaldi. Ces bons résultats sont les derniers de la saison car Schenken ne termine aucune des trois dernières épreuves. L'Australien inscrit la totalité des points de son écurie mais choisit de ne pas poursuivre avec Brabham et s'engage chez un autre pilote-constructeur, John Surtees, dont c'est la troisième saison en Formule 1.
En 1972, il remplace Rolf Stommelen au volant de la Surtess TS9B conçue par Surtees et Peter Connew. La TS9B est une modeste évolution de la TS9 de la saison précédente qui souffrait de gros problèmes de tenue de route : Stommelen a d'ailleurs été limogé par Surtees car il se plaignait ouvertement des défauts de conception de sa monoplace. Comme Connew a quitté l’équipe pour développer sa propre machine et sa propre écurie, Connew Racing Team, la monoplace n'entame pas la saison avec les meilleurs atouts. Schenken fait équipe avec Andrea De Adamich et Mike Hailwood qui, comme son patron, a connu la gloire en motocyclisme avant de passer à la Formule 1. Dès le premier Grand Prix de la saison, en Argentine, Schenken se classe cinquième mais il n'inscrit plus aucun point de toute la saison malgré de belles qualifications (cinquième en France et en Grande-Bretagne). Il est mis sous l'éteignoir par ses coéquipiers qui réalisent chacun un podium et Surtees ne renouvelle pas son contrat et lui préfère Carlos Pace pour 1973.
Sans volant en début de saison, Tim Schenken redescend en Formule 2 au sein du Rondel Racing de Ron Dennis. Il réalise de bonnes performances et est contacté par Ferrari qui l'engage sur quelques épreuves de Voitures de Sport. Il remporte alors les 1 000 kilomètres de Buenos Aires puis les 1 000 kilomètres du Nürburgring en équipage avec Ronnie Peterson. En fin de saison, il est appelé par Frank Williams pour effectuer une pige au Canada mais l'Iso-Marlboro IR ne lui permet que de se classer à la quatorzième place finale.
Schenken pense qu'il vient de terminer sa carrière en Formule 1 puis reprend espoir lorsque Ron Dennis, son patron en Formule 2, envisage de devenir constructeur à part entière et de passer en Formule 1 en 1974. Bien que Dennis ait commandé une étude de châssis à l'ingénieur Ray Jessop, le Rondel Racing, faute de budget, reste en Formule 2 et n'accèdera à la Formule 1 qu’en 1980 avec le rachat de Mc Laren. La RJ 02 de Jessop quant à elle est finalement engagée au championnat du monde 1974 sous le nom de Token Racing. Schenken obtient in-extremis un volant en Formule 1 pour 1974 grâce à son ancien patron du temps de Brabham, Ron Tauranac : en 1974, Peter Agg confie à Tauranac la conception de la Trojan T103 engagée en championnat du monde et Tauranac, ancien concepteur des Brabham, lui suggère de confier le volant de la monoplace à son compatriote Schenken.
La voiture n’est pas prête pour le début de saison et fait son apparition lors de la quatrième manche disputée en Espagne sur le circuit de Jarama. Schenken se qualifie en vingt-cinquième et dernière position puis abandonne à la suite d'un tête-à-queue (il est classé quatorzième). Le Grand Prix de Belgique est plus satisfaisant et Schenken fait bonne impression puisqu’il se hisse sur la vingt-troisième place de la grille et termine dixième. À Monaco, les efforts de Schenken pour obtenir sa qualification, en fond de grille, sont réduits à néant dès les premiers hectomètres de course lorsqu’il est contraint, comme six autres concurrents, à l’abandon à la suite d'un accrochage entre Jean-Pierre Beltoise et Denny Hulme. Schenken ne dispute pas le Grand Prix suivant en Suède car Tauranac a besoin du châssis pour y apporter des modifications, peu efficaces, car Shenken ne se qualifie pas pour le Grand Prix des Pays-Bas. Après un nouveau passage par l'officine de Tauranac et l'impasse sur l'épreuve française, Schenken dispute le Grand Prix de Grande-Bretagne, en obtenant la dernière place qualificative ; il ne parcourt que quelques tours en course à la suite d'un bris de suspension. La Trojan ne permet pas à Schenken de se qualifier en Allemagne mais l'Australien se qualifie vingt-cinquième en Autriche et se classe dixième à quatre tours du vainqueur Carlos Reutemann. Le Grand Prix d'Italie à Monza voit trente-trois pilotes se disputer les vingt-cinq places qualificatives ; si Schenken se qualifie en vingtième place, ses efforts sont à nouveau ruinés par un abandon dès le début de l'épreuve à la suite d'un problème de boîte de vitesses. Déçu des résultats de son écurie, Agg décide de ne pas faire le déplacement outre-Atlantique pour disputer les deux dernières épreuves de la saison.
Tim Schenken obtient une place au sein du Team Lotus pour participer au Grand Prix des États-Unis mais n'arrive pas à se faire à la conduite de la Lotus 76 et, bien que qualifié en vingt-septième et dernière position, ne prend pas le départ de l'épreuve. Il choisit de cesser sa carrière en Formule 1 pour s'orienter vers les Sport-prototypes. En 1974, il fonde Tiga Race Cars avec l'ancien pilote Howden Ganley ; cette structure construit prêt de 400 châssis avant de cesser son activité en 1989.
Il court alors sur Porsche et remporte une nouvelle fois les 1 000 kilomètres du Nürburgring avec Rolf Stommelen et Toine Hezemans. Il devient pilote officiel Jaguar en championnat européen FIA GT puis prend sa retraite et retourne en Australie où il est délégué au sein de la Fédération australienne de sport automobile (AMF).

## Résultats en championnat du monde de Formule 1
| Saison | Écurie                                                           | Châssis       | Moteur      | Pneus     | GP disputés | Points inscrits | Classement |
| ------ | ---------------------------------------------------------------- | ------------- | ----------- | --------- | ----------- | --------------- | ---------- |
| 1970   | Frank Williams Racing Cars                                       | de Tomaso 505 | Cosworth V8 | Dunlop    | 4           | 0               | n.c.       |
| 1971   | Motor Racing Developments Ltd                                    | BT33          | Cosworth V8 | Goodyear  | 10          | 5               | 14e        |
| 1972   | Brooke Bond Oxo Team Surtees Team Surtees Flame Out Team Surtees | TS9B TS14     | Cosworth V8 | Firestone | 12          | 2               | 19e        |
| 1973   | Frank Williams Racing Cars                                       | Iso IR        | Cosworth V8 | Firestone | 1           | 0               | n.c.       |
| 1974   | Trojan-Tauranac Racing                                           | T 103         | Cosworth V8 | Firestone | 7           | 0               | n.c.       |